# John Stuart Thomson
John Stuart Thomson (ur. 1869, zm. 1950) – amerykański prozaik i poeta. Karierę pisarską zaczął od pisania wierszy, jednak wkrótce zwrócił się ku problemom społecznym i politycznym. Zainteresował się sytuacją w Chinach na początku XX wieku, czego rezultatem były książki The Chinese (1909) i China Revolutionized (1913). Jako poeta wydał w 1897 Estabelle and Other Verse.